# براک هیل
براک هیل (به انگلیسی: Brock Hill) یک روستا در بریتانیا است که در جنوب شرقی انگلستان واقع شده‌است.